# Kouwenoord

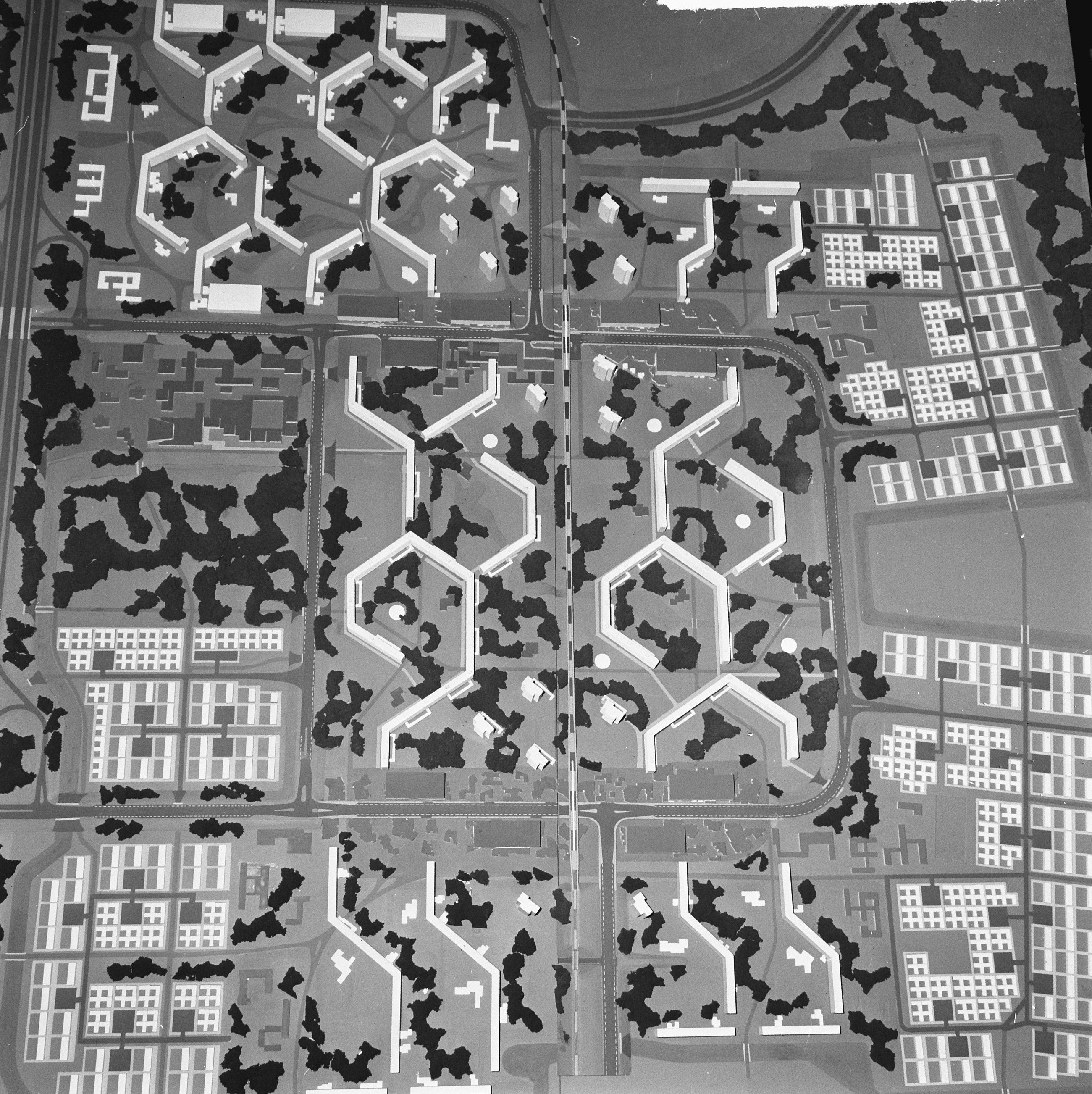
Rechtsonder Klieverink (l) en Kouwenoord (r) zonder torenflats op tekentafel (1965); de flats werden anders gebouwd, Kouwenoord kreeg één knik in plaats van twee knikken

Kouwenoord is een woontoren en voormalige honingraatflat en de Kouwenoordweg een straat in Amsterdam-Zuidoost. De honingraatflat kreeg haar naam op 25 juni 1969 en werd vernoemd naar diverse boerderijen in Nederland, onder meer in Kesteren. 
In het Rotterdamse stadsdeel IJsselmonde bestaat in de wijk Reyeroord ook een straat met de naam Kouwenoord.

## Honingraat
De bebouwing aan Kouwenoord begon als een zogenoemde honingraatflat naar ontwerp van architect Fop Ottenhof. Deze relatief korte flat met slechts één knik stond zuidwaarts haaks op de “snelweg” Karspeldreef, ten westen van het Kantershof en ten oosten van Klieverink. Er werd toen al gesproken over zogenaamde "halve honingraatflats" omdat Kouwenoord en bijvoorbeeld het nabijgelegen Klieverink korter waren dan de honingraatflats elders in de wijk (denk aan G-Buurt). In 1972 was de flat nog in aanbouw en kort daarna konden de bewoners er in. De flat kende de hotelnummering 1-930. Na oplevering van deze galerijflat en parkeergarage werd in 1974 aan de kop richting Karspeldreef een woontoren neergezet, die hetzelfde adres kreeg. Eind jaren negentig wilde men nog geen 25 jaar na de oplevering al weer van de galerijflat af, de leegstand bedroeg ondanks een gehouden renovatie in 1985 inmiddels ongeveer 50% en de exploitatie was onbeheersbaar geworden, in de jaren nul van de 21e eeuw werd de flat inclusief parkeergarage (in 2017) en verbindingen daartussen gesloopt. Ten oosten en ten zuiden van de nieuwbouw op de plaats van de gesloopte honingraatflat verscheen de Kouwenoordweg.

## Woontoren

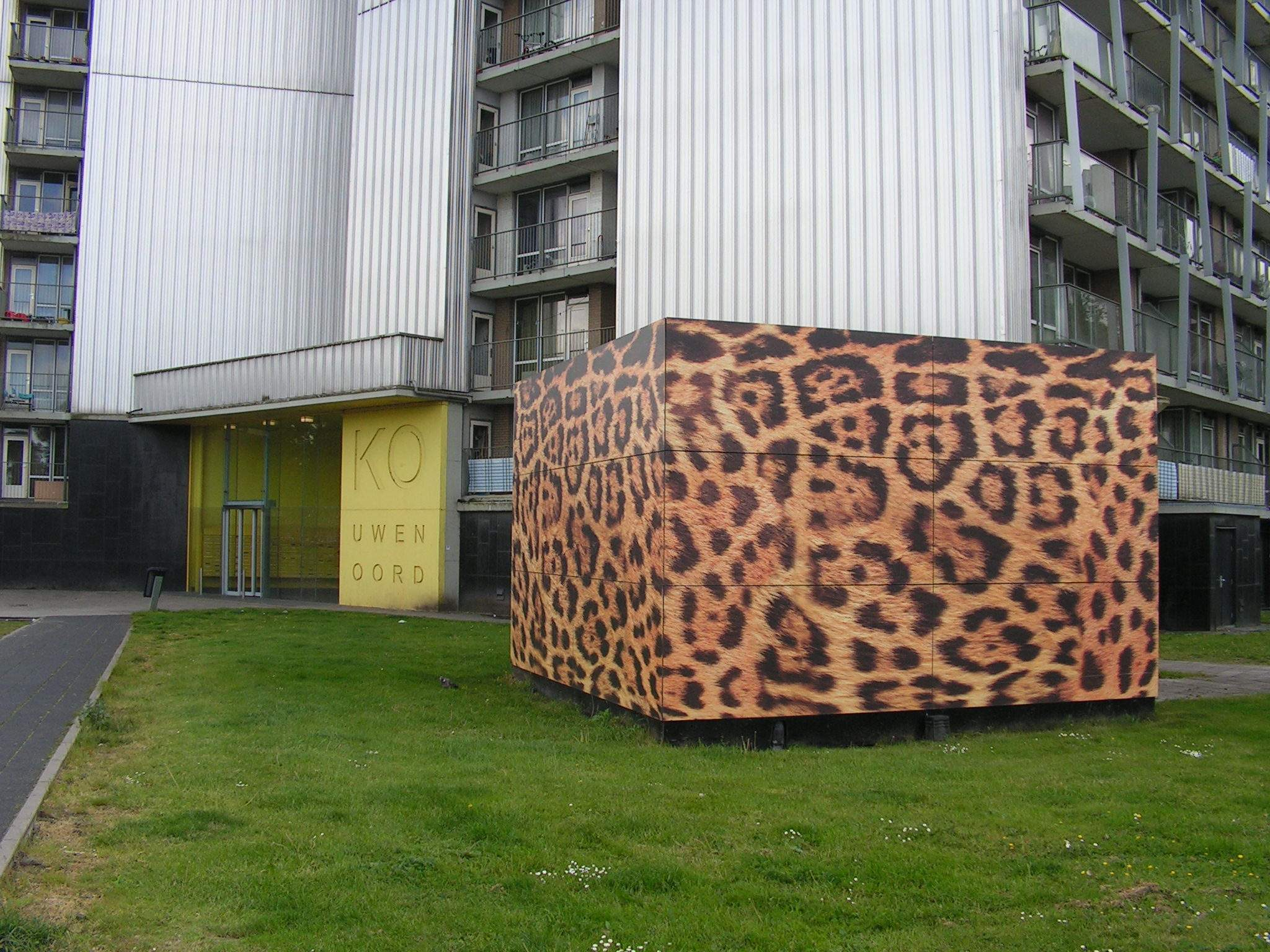
Versieringen entree en transformatorhuisje (2013)

De bijbehorende woontoren met huisnummers tussen 62 en 1879 naar ontwerp van Bakker & Bakker bleef staan. Deze opvallende torenflat en haar drie buren (Kralenbeek, Kempering en Klieverink) zijn markante oriëntatiepunten in de buurt, aan de Karspeldreef en zijn van ver zichtbaar vanuit het Utrechtse weidegebied ten zuiden van Amsterdam. Ze zijn negentien verdiepingen (met daaronder een plint met boxen) en het hoogste punt is circa 64 meter hoog. Ze zouden tot de 500 hoogste gebouwen van Nederland behoren of hebben behoord. In het kader van de stadsvernieuwing werden de Karspeldreef en 's-Gravendijkdreef al eind jaren negentig ter plekke afgegraven, hetgeen de hoogte van de toren benadrukt. De torenflat met 595 woningen met winkelruimte op de begane grond werd in de periode na 2004 gerenoveerd onder leiding van Bastiaan Jongerius Architecten. Eigenaar Woonstichting De Key wilde de stramme flats aangenamer en toegankelijker laten ogen. Een van de ingrepen daarbij was dat de balkons (uiteraard strikt horizontaal) versierd werden met schuine geplaatste verticale lamellen, die ervoor zorgden dat de strenge gevel gebroken werd. Andere maatregelen bestonden uit de verhoging (en versiering) van de entree, plinten van basalt en dakranden. 
Niet alleen de torenflat werd aangepast, ook het bijbehorende transformatorhuisje werd aangepast. Kunstenaar Helmut Dick ontwierp prints van grote katachtige roofdieren, die rondom het huisje werden aangebracht. De zogenaamde Roofdierenblokken zouden staan voor de kracht en energie van de bewoners. Voor Kouwenoord werd het de luipaard.